# Excoecaria formosana
Excoecaria formosana là một loài thực vật có hoa trong họ Đại kích. Loài này được (Hayata) Hayata & Kawak. mô tả khoa học đầu tiên năm 1913.